# Vincent Cassel
Vincent Cassel (Parijs, 23 november 1966) is een Frans acteur.

## Biografie
Vincent Cassel speelde in diverse Franse films. Enkele daarvan maakten hem bekend bij het grote publiek, zoals La Haine (Mathieu Kassovitz, 1995), een internationaal succes, en Irréversible (Gaspar Noé, 2002), twee drama's die ondertussen het statuut van cultfilm hebben verworven. Later in zijn carrière ging hij ook in veel Engelstalige films spelen. Hoofdzakelijk Steven Soderbergh (Ocean's Twelve uit 2004 en Ocean's Thirteen uit 2007) en David Cronenberg (Eastern Promises uit 2007 en A Dangerous Method uit 2011) deden meermaals een beroep op zijn talent. Darren Aronofsky castte hem naast Natalie Portman in de met prijzen overladen dramatische thriller  Black Swan (2010).
In 2009 won hij meerdere prijzen, onder meer de César voor Beste acteur, voor zijn rol als de crimineel Jacques Mesrine in het tweeluik Mesrine (L'Instinct de mort en L'Ennemi Public numéro 1) (Jean-François Richet, 2008).

### Privé
Hij is de zoon van acteur Jean-Pierre Cassel, de broer van Mathias Cassel (bekend als Rockin' Squat, rapper van de rapformatie Assassin), en halfbroer van Cécile Cassel. Hij was daarnaast de echtgenoot van de Italiaanse actrice Monica Bellucci. In augustus 2013 maakten Cassel en Bellucci bekend dat ze uit elkaar gaan. Samen hebben ze twee dochters. 

## Prijzen en nominaties

### Prijzen
- 2008 - Mesrine (L'Instinct de mort en L'Ennemi public nº 1) : prijs voor de beste acteur op het Internationaal filmfestival van Tokio
- 2009 - Mesrine (L'Instinct de mort en L'Ennemi public nº 1) : César voor beste acteur
- 2009 - Mesrine (L'Instinct de mort en L'Ennemi public nº 1) : prijs Molière voor de beste acteur
- 2009 - Mesrine (L'Instinct de mort en L'Ennemi public nº 1) : Globe de cristal voor beste acteur
- 2009 - Mesrine (L'Instinct de mort en L'Ennemi public numéro 1) : Étoile d'or voor beste acteur

### Nominaties
- 1996 - La Haine : César voor beste acteur en César voor beste jong mannelijk talent
- 2002 - Sur mes lèvres : César voor beste acteur
- 2016 - Mon roi : César voor beste acteur
- 2017 - Juste la fin du monde : César voor beste mannelijke bijrol
- 2020 - Hors Normes : César voor beste acteur